# Alfredo Talavera
Alfredo Talavera Díaz (La Barca, 18 de setembro de 1982), é um ex-futebolista Mexicano que atuava como goleiro.

## Títulos
Chivas
- Campeonato Mexicano de Futebol: 2006

Toluca
- Campeonato Mexicano de Futebol: 2010

México
- Copa Ouro da CONCACAF: 2011